# Margaret Gorman Nichols
Margaret Gorman Nichols (Janeiro de 1909 – 10 de novembro de 1991) foi uma escritora estadunidense. Muitos de seus romances foram publicados em capítulos, circulando nos jornais e revistas estadunidenses e de outros países, nos anos 40.

## Biografia
Margaret escreveu 12 romances, publicando vários deles em capítulos, além de contos curtos, nos jornais e revistas dos anos 30 e 40, nos Estados Unidos e na Austrália. Entre os jornais que publicavam seus escritos, estavam Mansfield News Jornal, Pittsburgh Post-Gazette, The Palm Beach Post, The Spokesman Review (Spokane) e Associated Newspapers Ltd. (Sydney).
Margaret G. Nichols morreu de insuficiência cardíaca, aos 82 anos, no hospital de Charlottesville (Virgínia), cidade para a qual havia se mudado um ano antes, vinda de Guilford, Baltimore, onde residiu por muitos anos.

## Obras
- Romance Preferred[3][4]
- Remember without wanting, (Macrae-Smith, 1ª edição, 1942)
- Of heaven’s benediction, Arcadia House, New York, 1940, saiu em capítulos no The Mansfield News Journal.[5]
- Passing Dream, 1ª ed. 1942
- To live with love, 1943
- And Have not love, Macrae-Smith-Co., Philadelphia[6]
- Portrait of love, 1944
- The Disinherited (Macrae-Smith, 1947)
- We’ll meet Again
- Close to my heart[7]
- For love's sake only
- Passing dream
- Until love happens
- I’ll wait for you,[8] 1940.[9] Em 1940, saiu em capítulos no The  Mansfield News Journal.[10]
- Allways with me[11]
- Handful of Stars[12]
- There is Only One.[13]
- Tangled Love: a Serial[14]
- Faithfull[15]
- We’ll Meet Again[16]

## Margaret G. Nichols em língua portuguesa
- Sempre no meu coração, Volume 120 da Coleção Biblioteca das Moças, da Companhia Editora Nacional, tradução em 1945 por Lígia Junqueira do original “I’ll wait for you”,[8] de 1940.[9]